# Арвандкенар
Арвандкена́р или Эрвендкена́р (перс. اروندكنار‎) — город на юго-западе Ирана, в провинции Хузестан. Входит в состав шахрестана Абадан.
На 2006 год население составляло 9 761 человек.
Арвандкенар является значимым торговым и рыболовецким портом.

## География
Город находится на юго-западе Хузестана, на левом берегу реки Арвандруд, в нескольких километрах севернее от места её впадения в Персидский залив, на высоте 3 метров над уровнем моря.
Арвандкенар расположен на расстоянии приблизительно 140 километров к югу от Ахваза, административного центра провинции и на расстоянии 680 километров к юго-западу от Тегерана, столицы страны